# Hyllus suillus
Hyllus suillus là một loài nhện trong họ Salticidae.
Loài này thuộc chi Hyllus. Hyllus suillus được Tord Tamerlan Teodor Thorell miêu tả năm 1899.